# Серски манастир
Вижте пояснителната страница за други значения на Свети Йоан Кръстител.
Серският манастир „Свети Йоан Предтеча“ (на гръцки: Μονή Τιμίου Προδρόμου Σερρών), наричан рядко и Маргарит е женски манастир в Егейска Македония, Гърция. Манастирът е разположен на десет километра североизточно от град Сяр (Серес) в подножието на планината Сминица (Меникио) в долината на Бродска река. В духовно отношение е подчинен на Сярската и Нигритска митрополия на Църквата на Гърция.
Югозападно от манастира е разположен Йоаникиевият мост, културен паметник, построен в 1835 година и водещ към главната порта на манастира.

## История
Манастирът е основан между 1270 и 1275 година от Йоаким, по-късно епископ на Зъхна.
В манастира е погребан цариградският патриарх Генадий II Схоларий, който на старини се оттегля в манастира и почива тук през 1473 година. Гробът му е в католикона на манастира.
В 1630 година манастирът е изписан от зографи от Линотопската художествена школа.
Димитър Кьорнаков предполага, че иконостасът на църквата е дело на дебърския майстор Петър Филипов. Но според Георги Баждаров иконостасът е дело на горноброждани. Васил Кънчов в 1891 година също пише това е майсторско изделие на „двама брождани, изработено през 1803 година“. Според Николай Тулешков резбата е изработена за десет години, тоест от около 1793 до 1803 година. Според Иванка Гергова прекрасните иконостасни царски двери от експозицията на църковно изкуство в катедралата „Свети Александър Невски“ в София е част от оригиналната работа на брождени за този иконостас. Дверите в манастира са заменени от по-стари късно-средновековни от 1555 година.
Архитектурата на Серския манастир представлява обединение на сгради и съоръжения от различни епохи. Най-старите постройки са доосмански от ХІІІ - ХІV век, има части от ХVІ - ХVІІІ век, както и доста от ХІХ - началото на ХХ век. Почти всичко датиращо от ХVІІІ - началото на ХХ век е дело на Горнобродският строително-каменоделско-резбаро-зографски център. По архитектоничните си белези например тяхна работа са камбанарията, притворът и беседковата кръстилница на католикона, както и доста от сградите датиращи от този период. Работа на Гарнабродския център са и повечето мостове около манастира. Йоаникиевият мост е изграден не само със средствата на игумена Йоаникий от Горно Броди, но според надписа и с неговият директен труд. Брождани създават и почти всички каменоделски елементи и малки форми, между които и прекрасната барокова мраморна чешма с лъвската скулптура, изработена в стилистиката на тяхните чешми в центъра на Сандански (пренесена от Валовища), чешмата в Гоце Делчев при музея, чешма в Благоевград, по-късно демонтирана, чешма в самото Горно Броди и прочие. Прочутият каменоделец Георги Хършев от селото е изработил и мраморния иконостас на манастира „Свети Георги Крионеритис“ при Сяр.
Според османски регистър от 1568-1569 година манастирът притежава шест овощни градини, две маслинени горички, 7 воденици, три чифлика, къщи и 18 магазина в Сяр, както и няколко къщи, овощни градини, маслинени горички и зимни пасбища (къшлаци) в района на Зъхна, Солун и Сидерокапса.
През 1845 година руският славист Виктор Григорович посещава обителта и констатира в „Очерк путешествия по Европейской Турции“, че монасите зад гръцкия си език, прикриват своя българския произход. Манастирската библиотека е добре уредена, но славянските книги са изгорени. По това време манастирът е ставропигиален, а богослужението се извършва на гръцки език.
Много от монасите на манастира в миналото са българи, а в манастирското училище се учат българчета от околните села. Затова българите го смятат за свой и го даряват. Тук между монасите най-рано се пробужда българското народностно съзнание в Сярско и ненапразно серският митрополит Неофит го нарича „огнище на панславизма“. Според същия владика „3/4 от отците подвизаващи се в речения монастир са българогласни, а едва 1/4 от тях са останалите гърци“. През XIX век манастирът играе роля на едно от най-важните духовни средища в Източна Македония.
Към 1870 година по решение на гръцкия силогос директорът на главното гръцко училище в Сяр се замонашва под името Христофор с цел да контролира привържениците на българската идея в манастира. Той организира обучението на гръцки език и в гръцки дух на българчета от околните села и се противопоставя на игумена Дионисий от Горно Броди. В писмо от 26 януари 1873 година до патриарх Антим VI Константинополски монасите в манастира заявяват намерението си да се придържат твърдо към елинизма и като „доказателство за максималния си филелинизъм“ привеждат факта, че в манастира работи гръцко училище, „в което учат над 40 деца от околните български села“
В 1878 година митрополит Натанаил Серски заточва проигумена на манастира Дионисий и заплашва игумена Теодосий, като според вестник „Марица“ и двамата били добри българи.
В 1889 година Стефан Веркович („Топографическо-этнографическій очеркъ Македоніи“) пише за манастира:
| „ | В манастира живеят 60 монаси и 60 души манастирска прислуга. Голямата църква на манастира е построена с даренията на християните българи от околните села. | “ |

Според Георги Стрезов към 1891 година числото на монасите в манастира „Св. Иван Предтеча“ (Маргарит) е 25. „В манастира има и едно от най-старите гръцки училища... Калугерите не търпят името българин...“
След попадането на манастира в Гърция в 1913 година, гръцките власти започват да изличават всички български надписи в него.
Според Антон Попстоилов през 1916 година в манастирската библиотека се съхраняват четири пергаментови хрисовула на гръцки език от Андроник II и Андроник III Палеолог, 100 пергаментови ръкописа с религиозно съдържание, 200 хартиени ръкописа, няколко кондики, много старопечатни книги, преписи на султански фермани, препис на хрисовул от Стефан Душан, два хронографа от 1611 и 1626 година и други на брой 1500 екземпляра. Между ръкописите в манастира не се съхранява нито един славянски ръкопис.
В 1962 година манастирът е обявен за защитен паметник на културата. В 1991 година са обявени за защитени паметници и акведуктът на манастира, мостовете му, двете сгради западно от манастира и параклисите на „Света Параскева“, „Свети Архангели“, „Рождество Богородично“, „Успение Богородично“ и „Свети Бзсребреници Козма и Дамян“. В 1993 година са добавени училището, библиотеката, кулата и дворът.
На 13 декември 2010 година в манастира избухва стихиен пожар, причинявайки щети на стойност 2 000 000 евро.

## Галерия
- Свети Четиридесет мъченици, стенопис от 1300 – 1333 г.
- Христос Анапесон, стенопис от 1358 – 1364 г.
- Второто пришествие, стенопис от XIX в.
- Патриарх Генадий II Схоларий, ктиторски портрет от XIX в.
- Император Андроник II Палеолог, ктиторски портрет от XIX в.
- Царски двери от манастира, XVII век